# Кшивонось
Кшивонось (пол. Krzywonoś) — село в Польщі, у гміні Шидлово Млавського повіту Мазовецького воєводства.
Населення — 176 осіб (2011).
У 1975—1998 роках село належало до Цехановського воєводства.

## Демографія
Демографічна структура станом на 31 березня 2011 року:
|          | Загалом | Допрацездатний вік | Працездатний вік | Постпрацездатний вік |
| -------- | ------- | ------------------ | ---------------- | -------------------- |
| Чоловіки | 92      | 19                 | 68               | 5                    |
| Жінки    | 84      | 15                 | 51               | 18                   |
| Разом    | 176     | 34                 | 119              | 23                   |